# 利韦讷河
利韦讷河（法語：Livenne，法語發音：[livɛn]）是法国新阿基坦大区滨海夏朗德省与吉伦特省的河流，长42.5千米，发源自蒙略拉加德，于布罗和圣路易流入吉伦特河口。